# Guvno Selo
Banullë en albanais et Guvno Selo en serbe latin (en serbe cyrillique : Гувно Село) est une localité du Kosovo située dans la commune/municipalité de Lipjan/Lipljan, district de Pristina (Kosovo) ou district de Kosovo (Serbie). Selon le recensement kosovar de 2011, elle compte 1 224 habitants, dont 1 223 Albanais.

## Démographie

### Évolution historique de la population dans la localité
| 1948 | 1953 | 1961 | 1971 | 1981 | 1991 | 2011  |
| ---- | ---- | ---- | ---- | ---- | ---- | ----- |
| 478  | 524  | 545  | 684  | 814  | 927  | 1 224 |

|  |